# Maison Champy
Pour les articles homonymes, voir Champy.

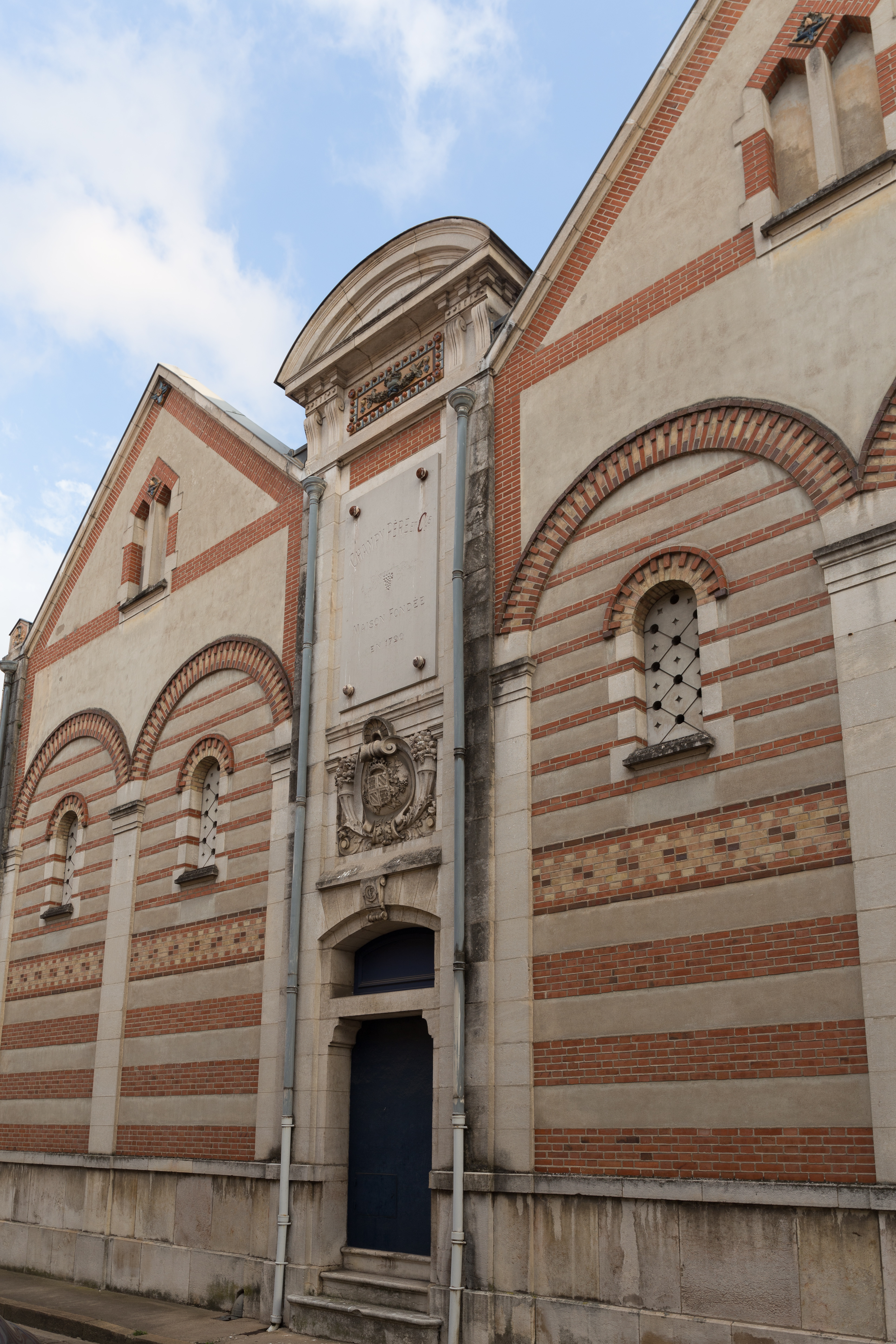
Bâtiment du XVIIIe siècle classé au patrimoine historique de Beaune.

La Maison Champy est un domaine viticole, dont les bâtiments sont inscrits aux monuments historiques de Beaune. Créée en 1720, c'est la plus ancienne maison de négoce de Bourgogne.

## Historique

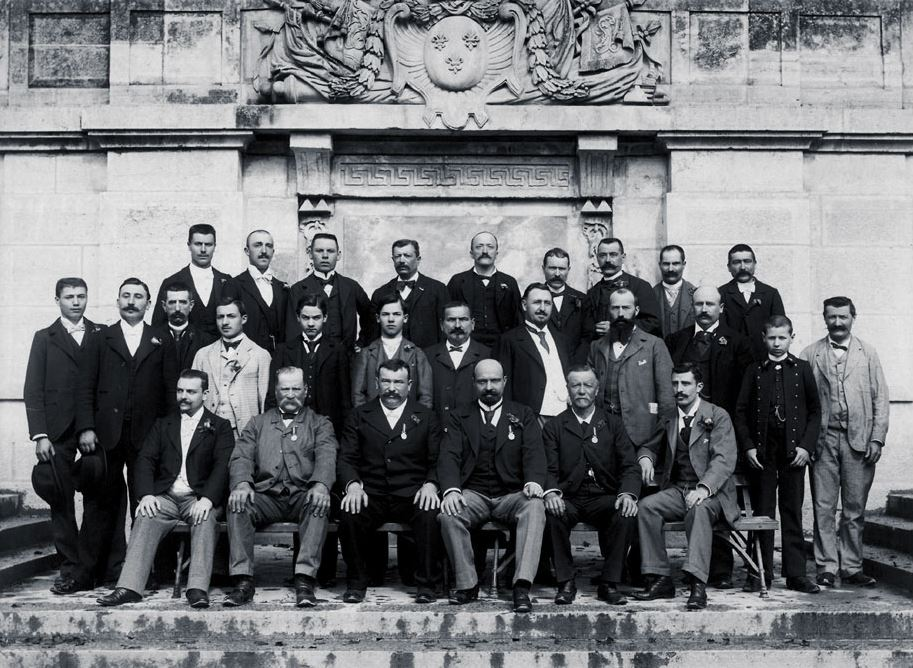
Équipe de la Maison Champy, début du XXe.

Fondée en 1720 par Edme Champy, à l’origine tonnelier, la Maison Champy est la plus ancienne maison de négoce en vins implantée à Beaune, ce qui en fait également le premier « négociant-éleveur » de Bourgogne. Depuis le domaine a acquis des parcelles de vigne, ce qui en fait aussi un producteur.
Au XIXe siècle, Louis Pasteur travaille avec Claude Champy sur la pasteurisation avec les vins du domaine, dont les vestiges sont toujours dans les bâtiments.
Rachetée par la Maison Louis Jadot, domaine voisin dans le centre-ville de Beaune, la Maison Champy est préservée et exploitée par ce domaine, jusqu’à sa revente en 1990 à la famille Meurgey.
De 1990 à 2013, Pierre Meurgey a conduit le domaine à la suite de son père, Henri Meurgey, et Pierre Beuchet. Ce dernier alors coactionnaire de la société Distribution Internationale de Vins et Alcools de Beaune, rachète les parts de Pierre Meurgey en 2005.
En 2007, investit dans le monde viticole beaunois, la Maison Champy reçoit lors de la Saint-Vincent tournante, la statuette du saint protecteur des vignerons, qu'elle conservera pendant une année.
L’année 2010 est marquée par le rachat de la maison Laleur-Piot à Pernand-Vergelesses, qui permet d’accroître la gamme avec des parcelles de Corton et de Charlemagne notamment. 2010 marque également l'année de l'inscription au titre des monuments historiques des bâtiments de négoce.
En 2011, elle reprend la gestion du Clos de la Chapelle à Volnay.
En décembre 2013, Dimitri Bazas, œnologue du domaine depuis 1999, devient également le directeur général de la Maison Champy à la suite d'une réorganisation globale du personnel pour des raisons économiques. Pierre Beuchet reste le principal actionnaire de la maison Champy. Le domaine est restructuré, des rénovations sont apportées aux bâtiments, la ligne marketing est modifiée notamment avec un changement de logo et de nom, passant de « Domaine Champy » à « Maison Champy ».
Le domaine comporte une activité de récoltant et vinificateur sur les 29 hectares en production et une activité de négociant-éleveur. Cette dernière permet à la Maison Champy de commercialiser d’autres appellations bourguignonnes qu’elle ne possède pas dans son patrimoine. C’est notamment le cas pour des appellations de la Côte de Nuits (Vosne-Romanée, Chambertin…) et de la Côte de Beaune (Puligny, Meursault, …) achetées en raisins, mais également pour des appellations du vignoble du Mâconnais (Mâcon Village…) achetées en moûts.
En octobre 2016, la maison Champy est rachetée par le groupe français Advini.

## Vignoble

### Parcellaire
Le domaine Champy possède des parcelles sur Volnay, Pommard, Beaune, Savigny-lès-Beaune, Pernand-Vergelesses et Aloxe-Corton.
Ces villages sont attenants, et s’étendent sur une vingtaine de kilomètres, le long de la côte de Beaune. Ce paramètre est important pour la distance à parcourir lors des travaux du sol et les traitements, qui augmente le temps nécessaire pour couvrir l’ensemble du parcellaire, cela peut être contraignant durant une campagne lorsque les précipitations sont très rapprochées. Ce cas de figure est commun dans le vignoble bourguignon.

### Viticulture
La vigne est conduite en viticulture biologique, la conversion complète a été effectuée en 2007 et certifiée en 2010, certaines parcelles sont également conduites en viticulture biodynamique.

## Production
Les vinifications sont menées de manière classique pour la Bourgogne, remontages, pigeages, macération préfermentaire à froid, et levures naturelles.
Le domaine a produit 472 hl en 2013, elle a élevé et mis en bouteilles 658 hl via son activité de négoce. La totalité représente 75 cuvées différentes, soit en appellations : 4 Régionales, 23 Villages, 14 Premiers Crus, et 6 Grands Crus, avec les subdivisions qui leur correspondent. Elles sont réparties entre blancs et rouges, respectivement 60 % et 40 %. En volumes la répartition est équivalente. Cela représente environ 160 000 bouteilles pour la partie en propriété et 300 000 bouteilles pour la partie en négoce.

### Appellations

#### Blancs
Régionales :
- Bourgogne  Aligoté [9]
- Bourgogne Chardonnay

Villages :
- Auxey-Duresses
- Chablis
- Chassagne-Montrachet
- Mâcon  Uchizy
- Mâcon-Villages
- Meursault
- Meursault  Les Grands Charrons
- Pernand-Vergelesses
- Pernand-Vergelesses  Les Belles Filles
- Pernand-Vergelesses  Les Combottes
- Pouilly-Fuissé
- Puligny-Montrachet
- Rully
- Saint-Romain
- Saint-Véran
- Santenay
- Viré-Clessé

Premiers Crus :
- Beaune 1er Cru Les Reversées
- Chablis 1er Cru
- Chablis 1er Cru Les Fourchaumes
- Chablis 1er Cru Côte de Léchet
- Chassagne-Montrachet 1er Cru Les Chenevottes
- Mâcon-Villages 1er Cru
- Meursault 1er Cru Les Charmes
- Meursault1er Cru Blagny
- Pernand-Vergelesses 1er Cru Creux de la Net
- Pernand-Vergelesses 1er Cru En Caradeux
- Pernand-Vergelesses1er Cru Sous Fretille
- Puligny-Montrachet 1er Cru Les Chalumaux
- Puligny-Montrachet 1er Cru Les Folatières
- Saint-Aubin 1er Cru Les Castets
- Saint-Aubin 1er Cru Murgers Dents de Chien
- Saint-Aubin 1er Cru Les Murgers des Dents de Chien

Grand cru :
- Corton-Charlemagne

#### Rouges
Régionales :
- Bourgogne Passe-Tout-Grains
- Bourgogne Pinot Noir

Villages :
- Aloxe-Corton
- Beaune
- Côte-de-Beaune Villages
- Chambolle-Musigny
- Chorey-lès-Beaune
- Chorey-lès-Beaune Les Champs Longs
- Gevrey-Chambertin
- Marsannay
- Nuits-Saint-Georges
- Pernand-Vergelesses Clos de Bully
- Pernand-Vergelesses Les Belles Filles
- Pommard
- Savigny-lès-Beaune
- Savigny-lès-Beaune Aux Fourches
- Volnay
- Vosne-Romanée

Premiers crus :
- Beaune 1er Cru
- Beaune 1er Cru Aux Cras
- Beaune 1er Cru Les Champs Pimonts
- Gevrey-Chambertin
- Pernand-Vergelesses 1er Cru Ile de Vergelesses
- Pernand-Vergelesses 1er Cru Les Vergelesses
- Pommard 1er Cru Les Grands Epenots
- Savigny-lès-Beaune 1er Cru Les Vergelesses
- Volnay 1er Cru Les Taillepieds
- Vosne-Romanée 1er Cru Les Suchots
- Vosne-Romanée 1er Cru Beaux Monts

Grands Crus :
- Charmes-Chambertin
- Clos de Vougeot
- Corton
- Corton Perrières
- Corton Bressandes
- Corton Rognet
- Échezeaux
- Mazis-Chambertin

### Commercialisation

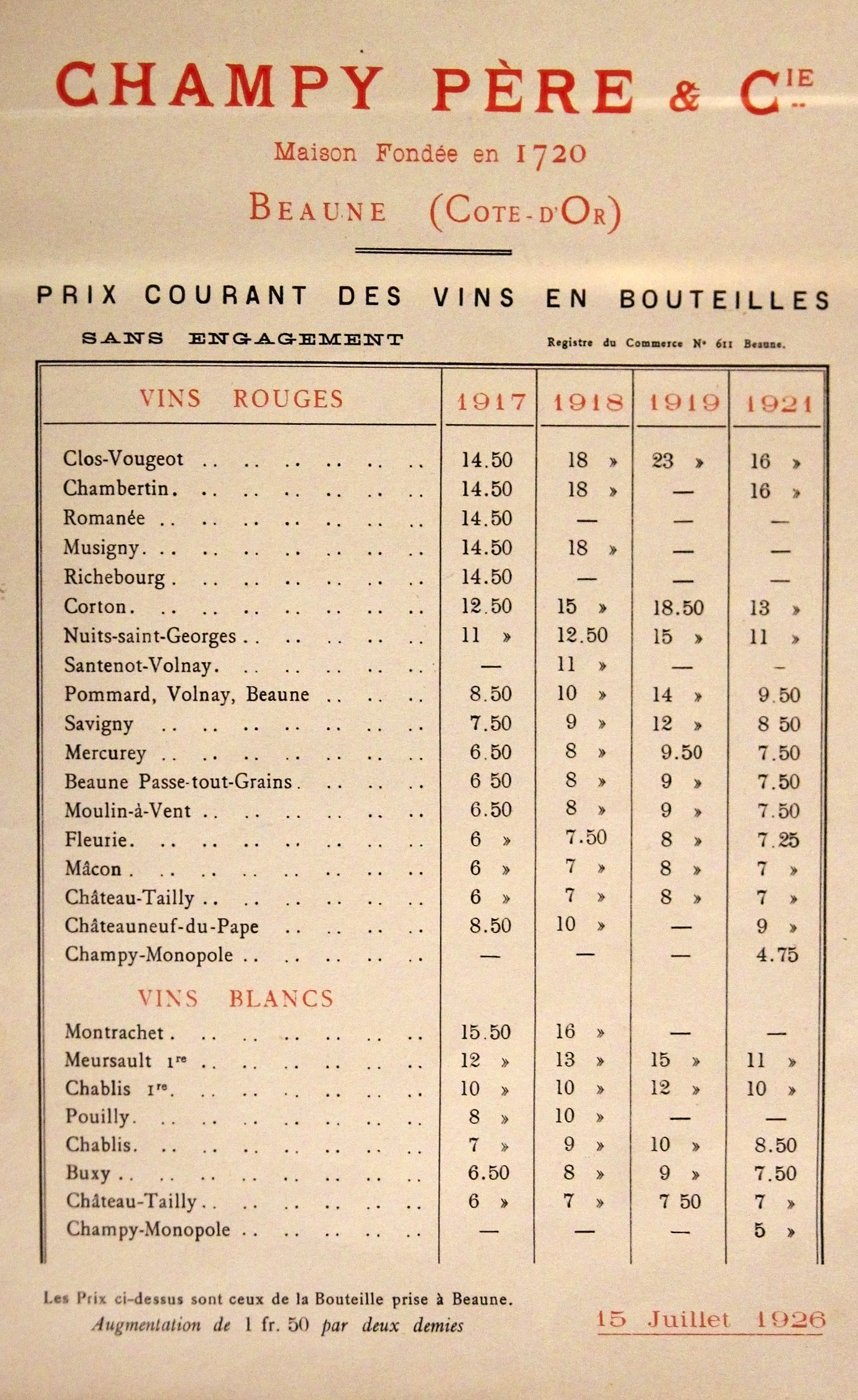
Typographie sur papier des prix courants des vins de la Maison Champy, pour les récoltes 1917, 1918, 1919, et 1921 - Prix de 1926

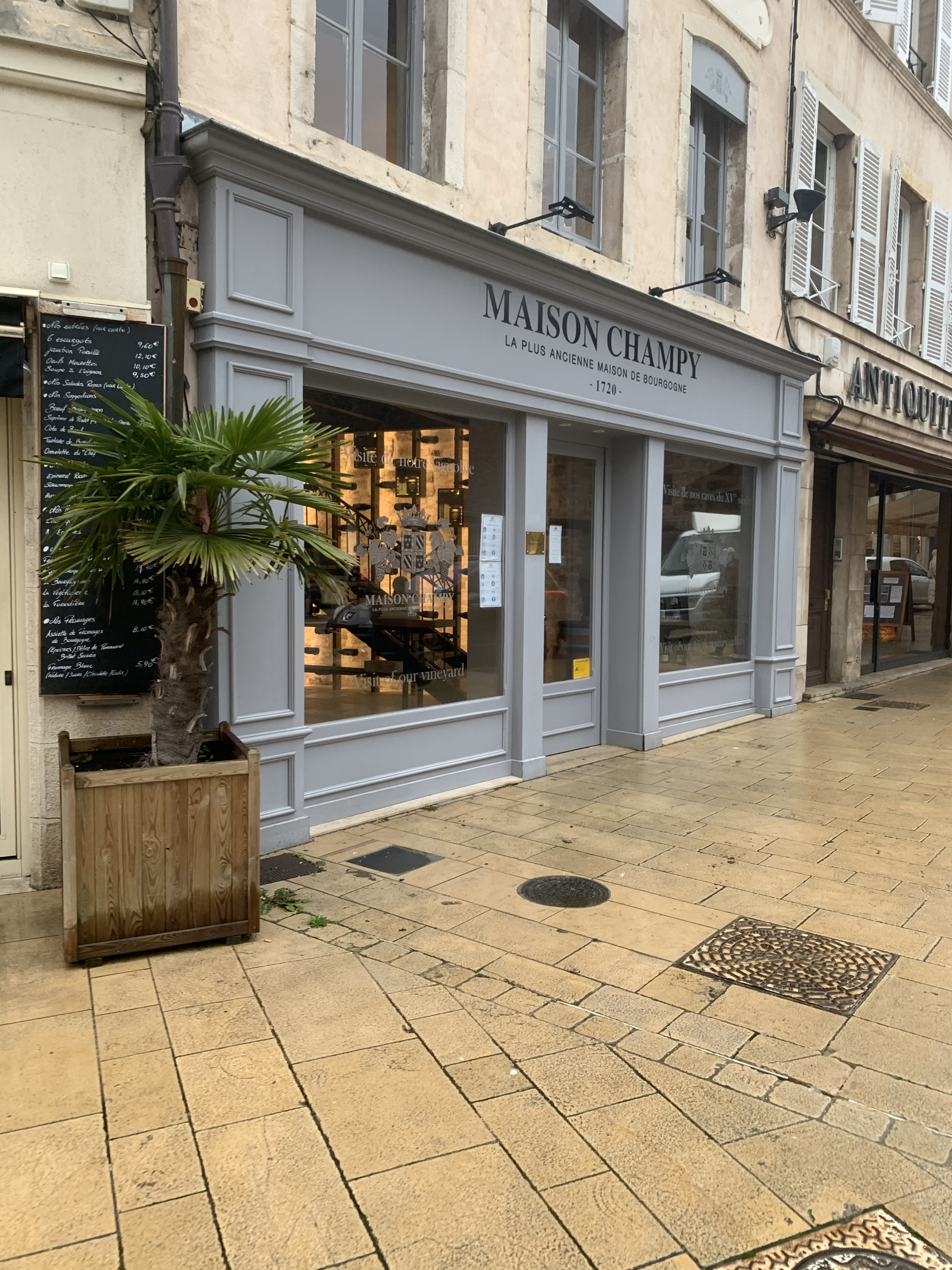
Boutique de vente

La commercialisation des vins se fait pour la majeure partie vers les cafés, hôtels, restaurants (52 %), puis aux professionnels (25 %) et aux particuliers (23 %).
Elle vend en France 33 % de sa production et exporte pour 67 %, réparti entre les États-Unis (29 %), le Japon (15 %), et autres (16 %) comme en Europe.